# Amblyaspis papuana
Amblyaspis papuana är en stekelart som beskrevs av Peter Neerup Buhl 2004. Amblyaspis papuana ingår i släktet Amblyaspis och familjen gallmyggesteklar. Inga underarter finns listade i Catalogue of Life.